# Lipotriches butteli
Lipotriches butteli är en biart som först beskrevs av Heinrich Friese 1913.  Lipotriches butteli ingår i släktet Lipotriches och familjen vägbin. Inga underarter finns listade i Catalogue of Life.